# Charlie Cairoli

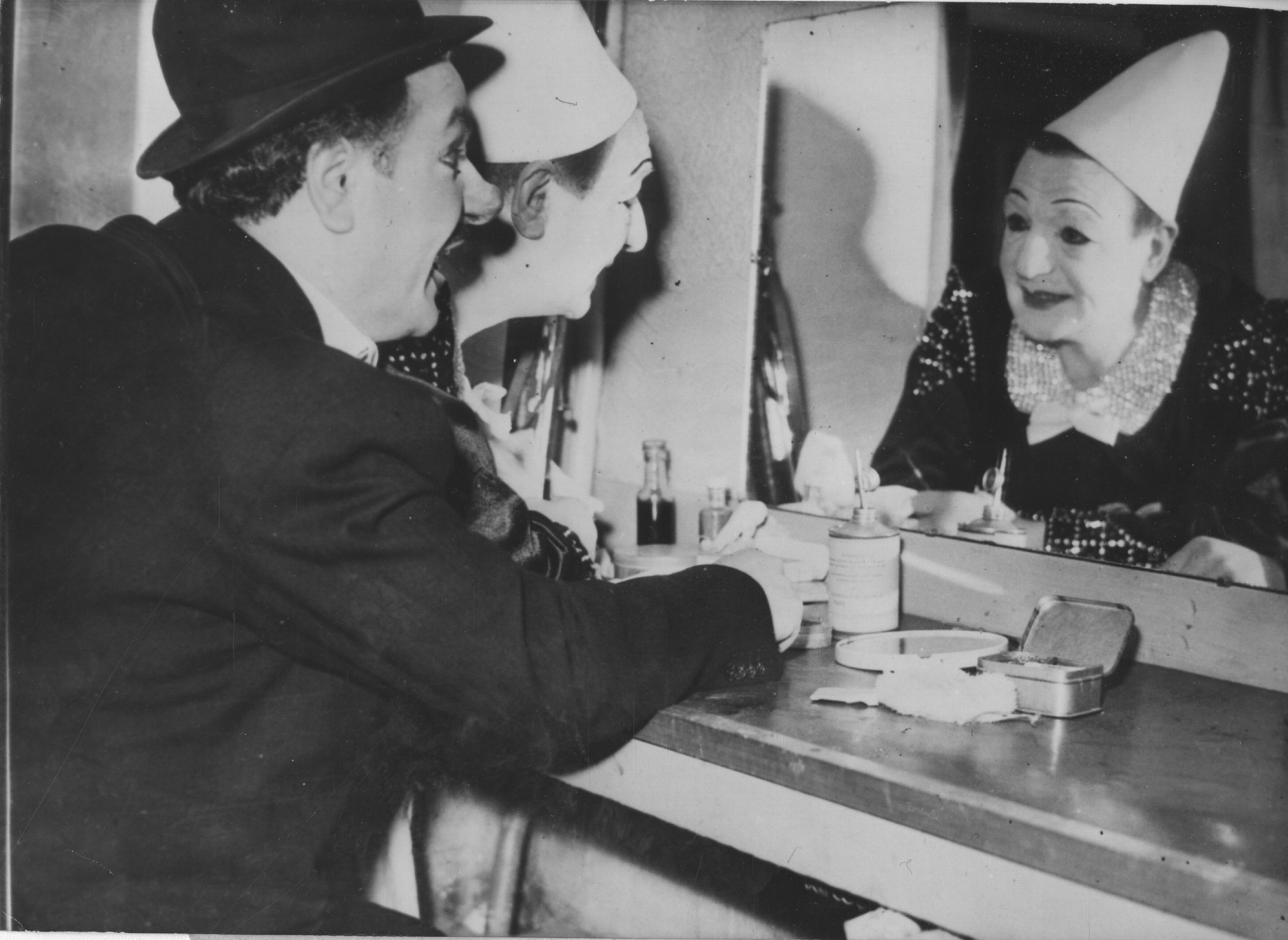
Die Cairoli Brüder, links Charlie Cairoli

Charlie Cairoli (* 15. Februar 1910 in Affori bei Mailand; † 17. Februar 1980 in Blackpool), eigentlich: Hubert Jean Charles Cairol, war ein italienischstämmiger englischer Clown, Imitator und Musiker. Neben zahlreichen Auftritten in Fernsehserien ist Cairoli durch sein fast 40-jähriges Engagement am Blackpool Tower Circus bekannt geworden.

## Leben
Der im Mailänder Vorort Affori geborene Cairoli gehörte einer fahrenden Zirkusfamilie an, die aus Frankreich stammt. Bereits mit sieben Jahren hatte er seine ersten Auftritte. Zusammen mit seiner späteren Frau Violetta Fratellini trat er 1934 im Cirque Medrano am Pariser Montmartre auf. Anfang 1939 trat er in einer speziellen Vorstellung für Adolf Hitler im Münchener Circus Krone auf, der ihm nach seinem Auftritt eine Uhr schenkte. Nach Ausbruch des Zweiten Weltkriegs – Cairoli spielte erstmals im Tower Circus in Blackpool – warf er diese Uhr in die Irische See und beschloss, für den Rest seines Lebens in Blackpool zu bleiben.
1943 spielte er in der Filmkomödie Happidrome mit, die auf die gleichnamige Radiosendung zurückging. 1952 folgte eine Rolle im Kriminalfilm The Secret People. Am 11. und 25. November 1962 trat er in der berühmten US-amerikanischen Unterhaltungsfernsehsendung The Ed Sullivan Show auf.
Cairoli zeichnete sich in seinen Aufführungen durch seine rote Clownsnase aus und trug in Anlehnung an Charlie Chaplin eine Melone und ein Chaplin-Kostüm. Der aufgesetzte Schnauzbart war allerdings deutlich ausgeprägter als der von Chaplin. Vor allem in den 1970er Jahren erlangte er durch zahlreiche Fernsehauftritte im britischen Fernsehen einen großen Bekanntheitsgrad. Am 25. Februar 1970 wurde er in der Dokumentarreihe This is Your Life als „König der Clowne“ vorgestellte.
Im Tower Circus wirkte er fast 40 Jahre und trat darüber hinaus im Grand Theatre in Leeds und im Alhambra in Bradford auf. Im Juni 1979 musste er krankheitsbedingt sein Engagement im Zirkus aufgeben. Im Februar 1980 verstarb er zwei Tage nach seinem 70. Geburtstag.
Charlie Cairoli war mit Violetta Cairoli verheiratet, mit der er drei Kinder hatte.

## Rezeption
Charlie Cairoli wurde auf einer Briefmarke aus Gibraltar mit einem Wert von 54 Penny geehrt. Die Briefmarke ist Teil einer Serie der berühmtesten Clowns und ehrt unter anderem auch Joseph Grimaldi und den Schweizer Clown Grock. Die 30 × 40 Millimeter große Briefmarke erschien am 3. April 2002 im Vierfarbdruck.